# زهرة الأهوار الثؤلولية
زهرة الأهوار الثؤلولية (الاسم العلمي:Nymphoides verrucosum) هي نوع من النباتات تتبع جنس زهرة الأهوار من الفصيلة الإطريفلية.